# 湘黔線
湘黔線（しょうきんせん）は湖南省株洲市と貴州省貴陽市を結ぶ中国国鉄の鉄道路線である。

## 概要
株洲駅から西に向かい、湘潭、婁底、懐化を経由して貴州省に入り、玉屏、凱里、貴定を経由して貴陽駅へ至る全長905kmの路線である。株州～大龍までが広鉄集団管轄、大龍～貴陽までが成都局管轄である。全線が電化（交流25kV)された複線である。株洲～田心間が京広線と、貴定～貴陽間が黔桂線との共用区間である。2006年末に滬昆線の一部となった。

## 歴史
- 1936年：測量開始[5]。
- 1958年8月：建設が開始されたが中断[6]。
- 1970年9月：建設再開[6]。
- 1972年10月：全線開通[7]。
- 1975年：正式運用の開始[6]。
- 1999年1月19日：全線の電化完了[8]。
- 2001年12月：婁底～貴陽間の電化複線化が完了。このうち懐化～貴定間の複線化及び婁底～懐化間の電化と複線化は日本からの77億7200万円のODAにより行われた[9]。
- 2006年12月31日：滬杭線、浙贛線、貴昆線と合併して滬昆線となった。

## 駅一覧
株洲 - 田心 - 株洲北 - 十里沖 - 湘潭東 - 湘潭 - 姜畬 - 雲湖橋 - 向韶 - 湘郷 - 双江 - 普安堂 - 棋梓橋 - 勝昔橋 - 婁底東 - 婁底 - 百畝井 - 楊市 - 漣源 - 荷葉 - 石泉 - 金竹山 - 冷水江東 - 冷水江西 - 新化 - 金灘 - 西河 - 横陽山 - 団結山 - 安化 - 渠江 - 煙渓 - 新勝利 - 低荘 - 川水 - 漵浦 - 思蒙 - 大江口 - 辰渓 - 小龍門 - 花橋鎮 - 瀘陽 - 懐化東 - 懐化 - 公坪 - 芷江西 - 冷水鋪 - 波洲 - 新晃 - 大龍 - 玉屏 - 羊坪 - 青渓 - 蕉渓 - 老王洞 - 鎮遠 - 水花 - 施秉 - 黄平 - 宝老山 - 加労 - 桐木寨 - 凱里 - 六箇鶏 - 凱里西 - 馬場坪 - 福泉 - 黄絲 - 半辺街 - 貴定 - 高坪鋪 - 麻芝鋪 - 龍里 - 大土 - 谷立 - 貴陽南 - 貴陽

## 接続路線
- 株洲駅：京広線、（浙贛線）
- 向韶駅：韶山線
- 婁底駅：洛湛線（益永線）
- 懐化駅：渝懐線、焦柳線（南懐化駅へ連絡線）
- 貴定駅：黔桂線
- 貴陽駅：川黔線、（貴昆線）